# Unité urbaine de Vichy
L'unité urbaine de Vichy est une unité urbaine française centrée sur la ville de Vichy, une des sous-préfectures du département de l'Allier, située dans la région Auvergne-Rhône-Alpes.

## Données générales
En 2010, selon l'INSEE, l'unité urbaine de Vichy qui est située dans le département de l'Allier était composée de treize communes, toutes situées dans l'arrondissement de Vichy.
Dans le nouveau zonage de 2020, le périmètre est inchangé avec treize communes.
En 2022, avec 66 886 habitants, elle représente la première unité urbaine du département de l'Allier, devançant les unités urbaines de Montluçon (2e rang départemental) et de Moulins (3e rang départemental), bien que cette dernière en soit la préfecture et elle se situe au 13e rang en région Auvergne-Rhône-Alpes, après l'unité urbaine de Roanne (12e rang régional) et avant l'unité urbaine de Saint-Just-Saint-Rambert (14e rang régional).
En 2022, sa densité de population s'élève à 386 hab./km2. Par sa superficie, elle représente 2,36 % du territoire départemental mais, par sa population, elle regroupe 19,98 % de la population du département de l'Allier.

## Composition 2020 de l'unité urbaine
Elle est composée des treize communes suivantes :
| Nom                  | Code Insee | Département | Statut       | Superficie (km2) | Population (dernière pop. légale) | Densité (hab./km2) | Modifier                                    |
| -------------------- | ---------- | ----------- | ------------ | ---------------- | --------------------------------- | ------------------ | ------------------------------------------- |
| Cusset               | 03095      | Allier      | ville-centre | 31,93            | 13 329 (2022)                     | 417                | modifier les données · modifier les données |
| Vichy                | 03310      | Allier      | ville-centre | 5,85             | 25 702 (2022)                     | 4 394              | modifier les données · modifier les données |
| Abrest               | 03001      | Allier      | banlieue     | 10,46            | 2 927 (2022)                      | 280                | modifier les données · modifier les données |
| Bellerive-sur-Allier | 03023      | Allier      | banlieue     | 18,97            | 8 898 (2022)                      | 469                | modifier les données · modifier les données |
| Charmeil             | 03060      | Allier      | banlieue     | 7,40             | 967 (2022)                        | 131                | modifier les données · modifier les données |
| Creuzier-le-Neuf     | 03093      | Allier      | banlieue     | 10,88            | 1 235 (2022)                      | 114                | modifier les données · modifier les données |
| Creuzier-le-Vieux    | 03094      | Allier      | banlieue     | 11,38            | 3 246 (2022)                      | 285                | modifier les données · modifier les données |
| Hauterive            | 03126      | Allier      | banlieue     | 8,08             | 1 186 (2022)                      | 147                | modifier les données · modifier les données |
| Saint-Rémy-en-Rollat | 03258      | Allier      | banlieue     | 20,84            | 1 769 (2022)                      | 85                 | modifier les données · modifier les données |
| Saint-Yorre          | 03264      | Allier      | banlieue     | 6,35             | 2 618 (2022)                      | 412                | modifier les données · modifier les données |
| Serbannes            | 03271      | Allier      | banlieue     | 14,30            | 826 (2022)                        | 58                 | modifier les données · modifier les données |
| Vendat               | 03304      | Allier      | banlieue     | 16,76            | 2 269 (2022)                      | 135                | modifier les données · modifier les données |
| Le Vernet            | 03306      | Allier      | banlieue     | 10,07            | 1 914 (2022)                      | 190                | modifier les données · modifier les données |

## Évolution démographique
| 1968   | 1975   | 1982   | 1990   | 1999   | 2006   | 2011   | 2016   | 2022   |
| ------ | ------ | ------ | ------ | ------ | ------ | ------ | ------ | ------ |
| 64 149 | 65 995 | 67 591 | 66 175 | 64 909 | 65 273 | 65 435 | 64 435 | 66 886 |

#### Données générales
- Unité urbaine en France
- Aire d'attraction d'une ville
- Liste des unités urbaines de France

#### Données démographiques en rapport avec l'unité urbaine de Vichy
- Aire d'attraction de Vichy
- Arrondissement de Vichy
- Vichy

#### Données démographiques en rapport avec l'Allier
- Démographie de l'Allier